# Dieter Vanthourenhout

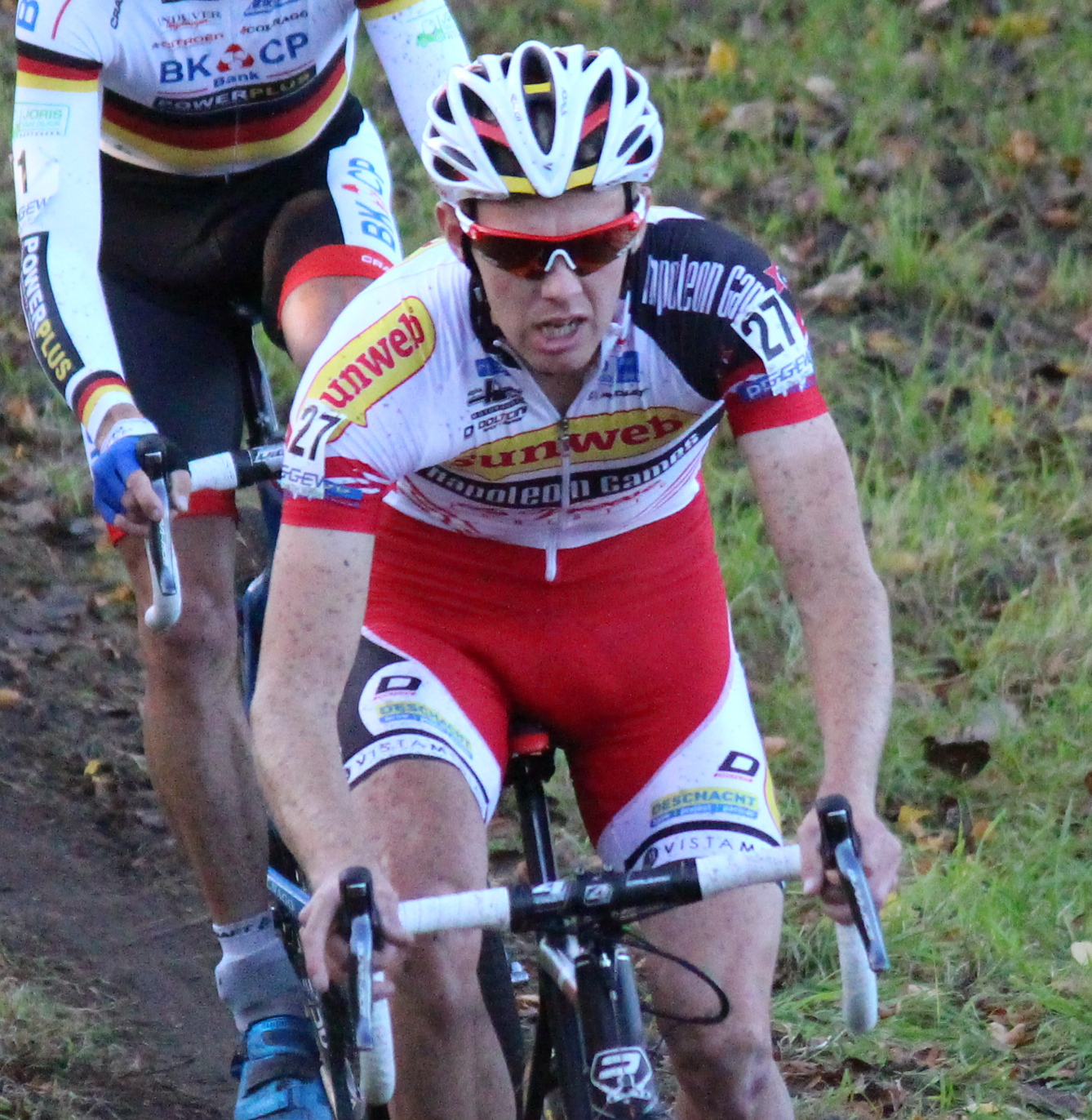
Dieter Vanthourenhout 2014

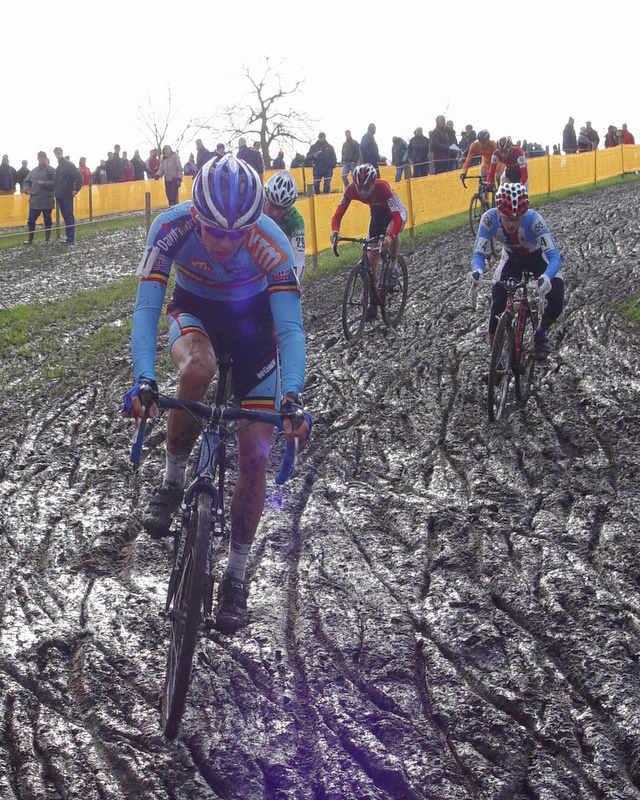
Dieter Vanthourenhout beim Weltcup in Hoogerheide 2007

Dieter Vanthourenhout (* 20. Juni 1985 in Brügge) ist ein belgischer Cyclocrossfahrer.
Dieter Vanthourenhout wurde 2001 belgischer Cyclocross-Meister in der Jugendklasse. Im Jahr 2003 wurde er nationaler Meister in der Juniorenklasse. In der Saison 2006/2007 gewann Vanthourenhout in der U23-Klasse den Internationale Veldritten op de Koppenberg in Oudenaarde, das Weltcup-Rennen in Pijnacker-Nootdorp und den Grote Prijs van Hasselt. Sein erstes internationales Eliterennen gewann er 2009 mit dem Grand Prix de la Commune de Contern in Luxemburg. Es folgten in den nächsten Jahren weitere Siege in Rennen des internationalen Kalenders.
Sein Vetter Sven Vanthourenhout und sein Bruder Michael Vanthourenhout sind ebenfalls Cyclocrossfahrer.

## Erfolge
2002/2003
- Belgischer Meister (Junioren)

2006/2007
- Internationale Veldritten op de Koppenberg, Oudenaarde (U23)
- Weltcup, Pijnacker-Nootdorp (U23)
- Grote Prijs van Hasselt (U23)

2008/2009
- Grand Prix de la Commune de Contern

2009/2010
- Sylvestercyclo-Cross, Bredene

2010/2011
- Openingsveldrit van Harderwijk, Harderwijk

2014/2015
- City Cross Cup, Lorsch

2015/2016
- Illnau
- Grand Prix de la Commune de Contern
- City Cross Cup, Lorsch
- Bredene

2017/2018
- Leudelange

## Teams
- 2008 Palmans-Cras
- 2009 BKCP-Powerplus
- 2010 BKCP-Powerplus
- 2011 BKCP-Powerplus
- 2012 BKCP-Powerplus
- 2013 BKCP-Powerplus
- 2014 Sunweb-Napoleon Games Cycling Team
- 2015 Sunweb-Napoleon Games Cycling Team
- 2016 Marlux-Napoleon Games Cycling Team
- 2017 Marlux-Napoleon Games Cycling Team
- 2018 Marlux-Bingoal